# Ian Olivera
Ian Olivera (Andorra la Vieja, 5 de octubre de 2004) es un futbolista andorrano que juega en la demarcación de defensa para el C. D. Numancia de la Segunda Federación.

## Selección nacional
Hizo su debut con la selección de fútbol de Andorra el 21 de noviembre de 2023 en un partido de clasificación para la Eurocopa 2024 contra Israel que finalizó con un resultado de 0-2 tras un gol de Gadi Kinda y un autogol de Joan Cervós.

## Clubes
| Club                     | País   | Año       | Partidos | Goles |
| ------------------------ | ------ | --------- | -------- | ----- |
| C. F. Calamocha          | España | 2023-2024 | 28       | 3     |
| Salamanca C. F. UDS      | España | 2024-2025 | 3        | 1     |
| U. D. Barbastro (cedido) | España | 2025      | 14       | 1     |
| C. D. Numancia           | España | 2025-     |          |       |